# 维加·希梅诺
维加·希梅诺·马丁内斯（西班牙語：Vega Gimeno Martínez，1991年1月8日—），西班牙女子篮球运动员，场上位置是小前锋。她曾代表西班牙参加2024年夏季奥林匹克运动会三人篮球比赛，获得一枚银牌。